# 河上隆一
河上 隆一（かわかみ りゅういち、1988年11月29日 - ）は、日本のプロレスラー。神奈川県藤沢市出身。

## 経歴
2008年に大日本プロレスへ入門。12月4日、横浜にぎわい座大会（Dダッシュ）でのvs関本大介戦でデビュー。2009年6月9日のDダッシュで佐々木大輔と組んでのvs関本・佐々木義人戦でMVPを獲得する。
2010年2月13日の大会よりヘビー級7番勝負を実施する。
- 第一戦 - 2月13日大会 vs 川畑輝鎮
- 第二戦 - 3月2日大会 vs 石川修司
- 第三戦 - 3月20日大会 vs 岡林裕二
- 第四戦 - 6月25日大会 vs 長井満也
- 第五戦 - 8月8日大会 vs マグニチュード岸和田
- 第六戦 - 10月26日大会 vs 関本大介
- 第七戦 - 2011年1月17日大会 vs 石川雄規

河上の0勝7敗となった。
2011年5月15日の全日本プロレス後楽園ホール大会に、関本・岡林に続くストロングBJ第三の戦士として参戦し、真田聖也・征矢学・中之上靖文と対戦、真田のタイガースープレックスホールドの前に敗れた。全日本プロレス7月18日後楽園ホール大会に再び参戦、パートナーの岡林が中之上からフォールを奪って勝利し雪辱を果たす。
2012年の一騎当千strong climbに参戦中、3月の試合で左膝を痛め年内一杯休養となったが、2013年1月14日の北千住大会でのエキシビジョンマッチより復帰し、6月に初開催された大日本のストロングトーナメント『RISING』で優勝。9月には天龍プロジェクトのリーグ戦『蛟龍R』で優勝した。
2015年8月に再び左膝を負傷し、当初は軽度の靭帯損傷と診断されたが10月の復帰戦で再発。河上の希望により11月の天龍源一郎最終興行に出場したあと手術を行ない、2016年の夏頃まで休養した。両国大会の関本大介とのシングルマッチにて復帰する。
2016年9月8日プロレスリングBASARA北沢大会にトランザム★リュウイチとして参戦。以降も同団体にはトランザム★リュウイチ名義で参戦。
2017年8月24日に新木場1stRINGで行われたユニオンMAX選手権試合では、久保佑允と防衛戦を行った。中盤から徹底してリュウイチの左膝を狙き、追い込んだ久保であったが届かず18分49秒で片エビ固めに仕留め、第8代王者として3度目の防衛に成功する。

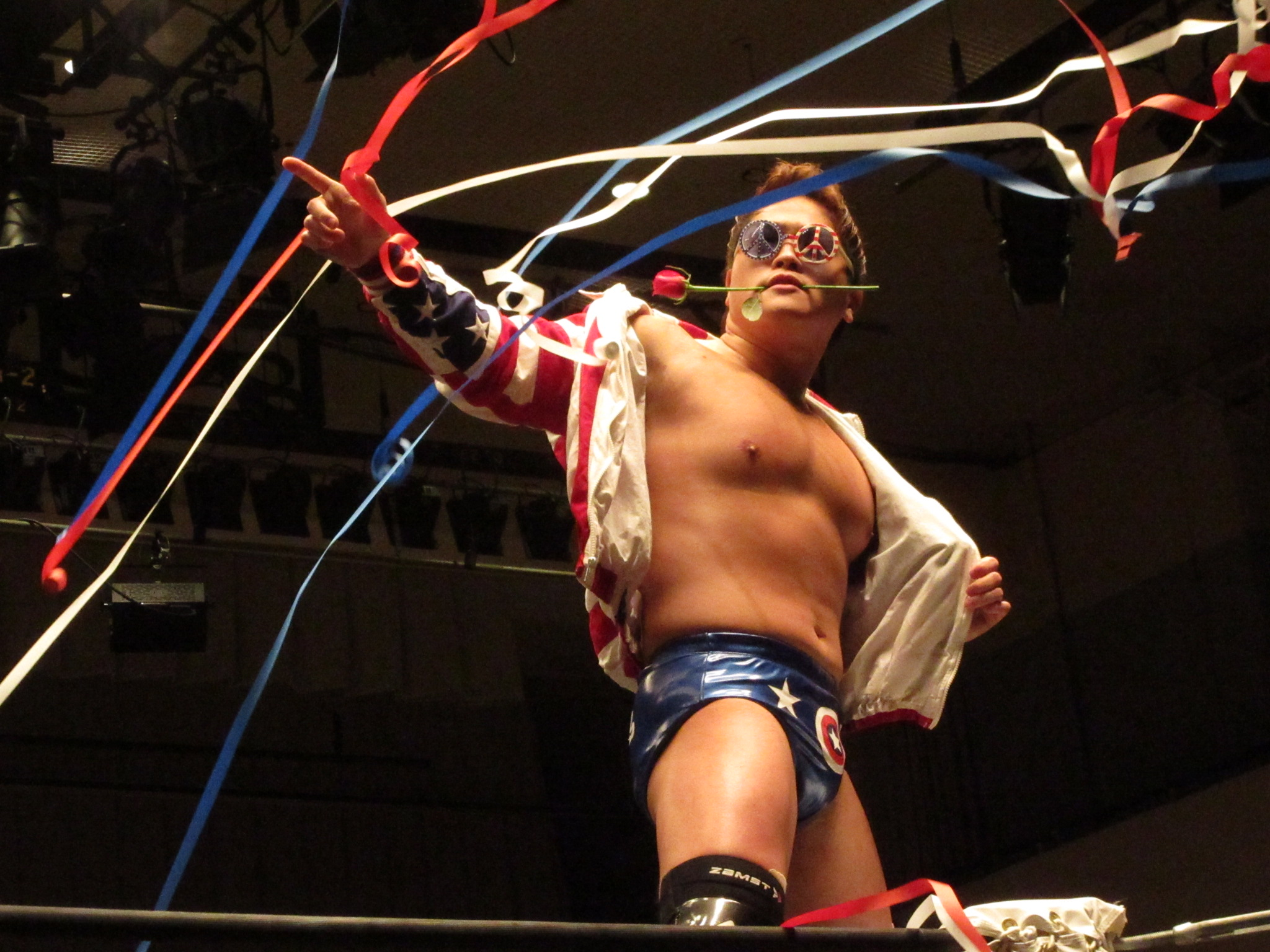
トランザム★リュウイチ

2018年7月12日のBASARA新宿FACE大会において名前が「りゅういち」で被っていた関根龍一と敗者が「りゅうじ」になる改名マッチで対戦した結果、敗れたためトランザム★リュウジとなる。
2019年5月5日横浜文化体育館大会にて菊田一美とのタッグでアジアタッグ王座を戴冠。初防衛に成功するも2度目の防衛戦で失敗。
2021年1月20日のBASARA後楽園大会で竜剛馬とリングネームの「リュウ」を賭けたドラゴンコントラドラゴンマッチを行うが引き分け、ジ★トランザムに改名。3月17日に河上の記者会見が行われ、大日本プロレスからGLEATへの金銭トレード移籍を発表した。同月23日のBASARA新木場大会にてトランザム★ヒロシとのファイナルトランザムマッチを行い、同日をもってBASARAへの参戦を終了。4月1日付で正式にGLEATへ移籍、2021年7月1日のGLEAT東京ドームシティホール大会で移籍後初試合を行い、T-Hawkにサンダーボルトで勝利した。10月23日にGLEAT大阪・アゼリア大正ホール大会で田村ハヤト・島谷常寛と組んでいた軍団をBULK ORCHESTRAと名付け、ユニットとして本格始動する。
2022年10月26日に重度の椎間板ヘルニアによる欠場を発表。同年11月14日にヘルニア除去手術の成功と、2023年に復帰する見込みがGLEATから発表され、4月12日に復帰戦を行った（KAZMA SAKAMOTO、クワイエット・ストーム、ガレノ・デル・マルと組みカズ・ハヤシ、田中稔、エル・リンダマン、ビオレント・ジャック組と対戦。リンダマンにジャーマンスープレックス・ホールドを決められ敗れた）。
2024年6月9日、GLEAT名古屋国際会議場イベントホール大会のメインで行われた電流爆破マッチ終了後、この試合で共闘していた大仁田厚に「反GLEAT」としての行動を促された結果、かねてよりGLEATのリングでの電流爆破マッチを否定していたGLEATの鈴木裕之社長へ電流爆破バットを打ち込む。後日、その処分として7月1日をもって契約終了が発表された。7月1日、東京ドームシティホール大会GLEAT ver.12をもって退団。
GLEAT退団以降はリングネームを河上〝ファイヤー〟隆一と改名し、フリーで活動。
7月21日のDDTプロレスリング両国国技館大会で試合後の納谷幸男を襲撃、その後行われたKO-D6人タッグ王座戦で新王者となった佐々木大輔率いるダムネーションT.Aに合流。

## 得意技
河上隆一
- スカーレットフロウジョン
- サンダーボルト
- ジャーマンスープレックス
- エクスプロイダー
- バタフライロック

トランザム★リュウイチ
- Perfect Five

## タイトル歴
大日本プロレス
- 横浜ショッピングストリート6人タッグ王座（第4代、第13代）（パートナーは岡林裕二、石川晋也→橋本大地、神谷英慶）

天龍プロジェクト
- WAR世界6人タッグ王座（第4代）（パートナーは舞牙、佐藤光留）
- 蛟龍R優勝（2013年、2014年）（パートナーは天龍源一郎→高山善廣）

プロレスリングBASARA
- ユニオンMAX王座（第8代）
- 頂天〜itadaki〜優勝（2017年）

全日本プロレス
- アジアタッグ王座（第107代）（パートナーは菊田一美）

GLEAT
- G-INFINITY王座（初代）（パートナーはKAZMA SAKAMOTO）

新潟プロレス
- 新潟無差別級王座（第10代）
- 新潟タッグ王座（第2代）（パートナーは菊田一美）

## 入場曲
- 初代 : Multiple Progressing ※「BJW MUSIC FILE」に収録
- 2代目 : Got it-Move it Metal

## ドラマ出演
- コドモ警察第4話（毎日放送）（2012年5月10日） - プロレスラー役